# Déménagé
Albums de Daran
Huit barré Augustin & Anita
Déménagé est le troisième album de Daran, sorti le 25 septembre 1997.

## Titres
1. Déménagé
2. Les morts le savent
3. Publicité
4. Extrême
5. Je deviens aveugle
6. Anatomique
7. Léger
8. Mieux
9. Ramsès
10. Identité
11. N'envie pas ma vie
12. Animo